# Eucaterva sabesaria
Eucaterva sabesaria är en fjärilsart som beskrevs av Grote sensu Hulst. Eucaterva sabesaria ingår i släktet Eucaterva och familjen mätare. Inga underarter finns listade i Catalogue of Life.